# Páramopieper
De páramopieper  (Anthus bogotensis) is een soort zangvogel uit de familie piepers en kwikstaarten van het geslacht Anthus.

## Verspreiding en leefgebied
Deze soort komt voor van noordwestelijk Venezuela tot noordwestelijk Argentinië en telt 4 ondersoorten:
- A. b. meridae: noordwestelijk Venezuela.
- A. b. bogotensis: Colombia en Ecuador.
- A. b. immaculatus: Peru en Bolivia.
- A. b. shiptoni: noordwestelijk Argentinië.